# 뉴스필터
뉴스필터는 대한민국의 방송국 기독교대구방송의 라디오 채널 대구CBS 표준FM에서 평일 저녁 5시부터 저녁 5시 30분까지 방송되는 뉴스 프로그램이다.

## 역대 진행자
- 1대 : 박준상 아나운서
- 2대 : 지영애 아나운서 (현재)

## 같이 보기
- 대구CBS 표준FM
- 기독교대구방송